# Clémentine
Clémentine Mitz (23 de septiembre de 1963 en París, Isla de Francia) es una cantante y cantautora francesa.
Debutó en 1988 con su sencillo: Absolument Jazz. Aparte de su carrera musical, también ha colaborado en el programa educativo de la cadena japonesa NHK: French TV.
Es conocida en especial en Japón por sus covers de series de anime.

## Biografía
Nació en París en 1963, sin embargo pasó parte de su infancia en México donde empezó a mostrar interés por la bossa nova y la cultura musical del país.
De regreso a Francia, empezaría a asistir a clases de piano a los 10 años y a los 12 a la escuela de jazz. En 1987 haría su debut como profesional tras contactar con Johnny Griffin y Ben Sidran, con quienes tuvo la oportunidad de grabar varios singles.
En 1988 publica su primer sencillo: Absolument Jazz con el sello discográfico CBS France. En 1990 firma contrato con Sony Music Entertainment Japan con la que trabajaría hasta 2003 cuando firma por Epic Records con la que colaboraría hasta 2005 cuando se pasó a Toshiba EMI.

## Discografía
- Absolument Jazz (1988)
- Spread Your Wings (1989)
- Continent Bleu (1989)
- Mes Nuits, Mes Jours (1990)
- En Privé (1992)
- Long Courrier (1993)
- Clémentine Sings Ben Sidran (1993)
- Ils et elle (1994)
- Solita  (1998)
- Heure D'été (1998)
- Mosaïques (1999)
- Couleur Café (1999)
- Les Voyages (2000)
- Café Après-midi (2001)
- Lil' Darlin' (2001)
- 30 °C (2002)
- Clé (2003)
- Soleil (2004)
- Made in France (2005)
- Lumière (2006)
- Chocolats et Sweets (2008)
- Sweet Rendez-vousv (2008)
- Sweet Illumination (2008)
- Kyoto et moi (2009)
- Animentine~Bossa du Animé (2010)
- Zoku Animentine (2011)
- Bon chanté (2013)
- Clémentine sings Disney (2014)
- Clémentine meets AUN J Classic Orchetra (2015)